# Естакадна станція

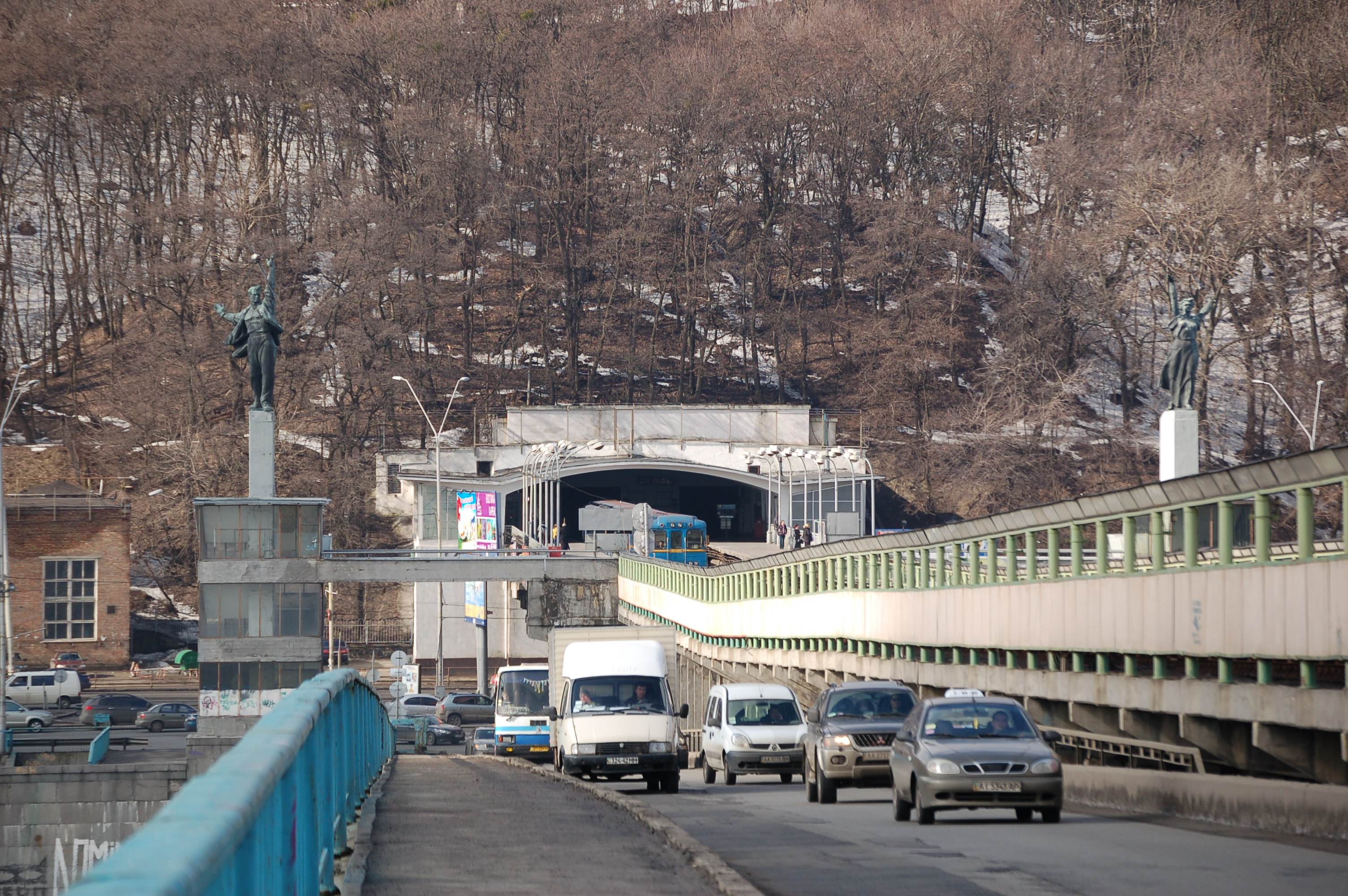
Станція «Дніпро» Київського метрополітену

Естакадна станція — тип станцій метрополітену, конструкції яких підняті від поверхні землі на металевих або залізобетонних опорах.
Естакадні станції з'явилися у другій половині XIX сторіччя. За відносну простоту і дешевизну спорудження разом із можливістю будівлі в стислих міських умовах не перешкоджаючи руху естакадні станції отримали велике поширення. Так перша система позавуличного транспорту Нью-Йорку була повністю естакадною. Естакадною системою значною мірою могло стати і Московське метро згідно з проектами інженерів Балінського і Кнорре.
Проте невдовзі з'ясувалися недоліки естакадних ліній: передусім естакади змінювали архітектурне обличчя вулиць, поїзда створювали значний шум, роблячи нестерпним життя в будинках поруч із естакадою, багаторазово погіршувалися умови інсоляції нижніх поверхів. Принаймні набуття досвіду у будівництві підземних ліній метро, естакади поступалися їм місце. Так, практично вся естакадна мережа ліній Манхеттена у Нью-Йорку демонтована після будівництва відповідних ліній метро мілкого закладення. Естакадні лінії станцій стали застосовуватися лише поза історичних центрів міст, на околицях з розрідженою забудовою, в промзонах і лісопаркових зонах.
Останніми роками досягнуто великих успіхів у створенні безшумних колій, і деякі нові, що відповідатимуть найсучаснішим нормам естакадні лінії, наприклад, у Гонконгу, стали знову зводитись в житлових районах.
Для прикладу, станції "Дніпро" та "Лівобережна" Київського метрополітену та станція Сонячна Криворізького метротраму є станціями саме естакадного типу.

## Ресурси Інтернету
- Енциклопедія нашого транспорту [Архівовано 4 квітня 2019 у Wayback Machine.]